# Negros

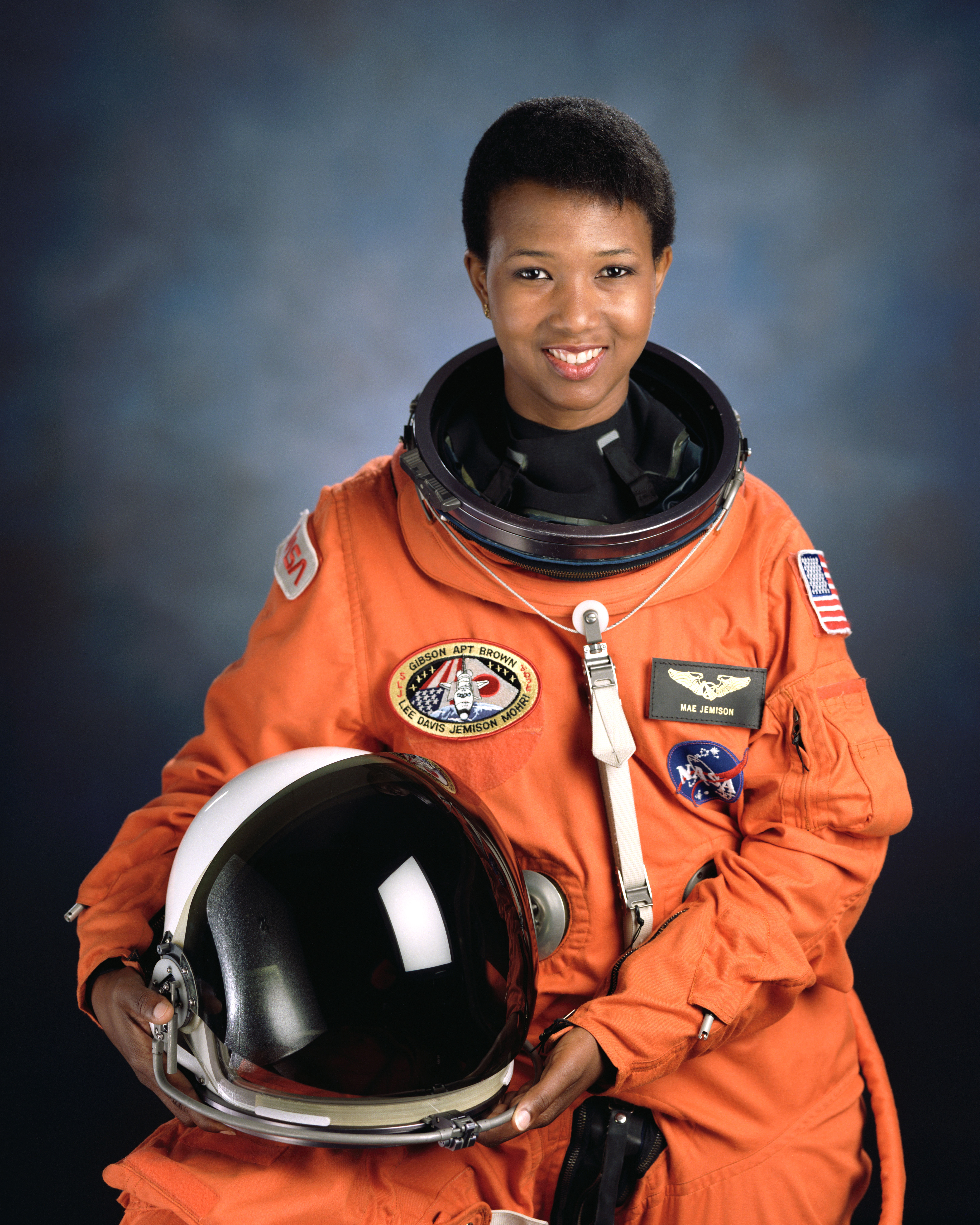
A astronauta negra Mae Jemison, a primeira mulher negra no espaço.

Negros ou raça negra são termos usados em sistemas de classificação racial para os seres humanos que geralmente se relaciona a um fenótipo de pele escura, em relação a outros grupos raciais. O conceito da palavra negro pode variar de acordo com a região, política e cultura, podendo um indivíduo ser classificado como negro em um determinado país e não ser classificado como tal em outros. Diferentes sociedades aplicam critérios diferentes a respeito de quem é classificado como "negro" e muitas vezes variáveis sociais, tais como classe social e status sócio-econômico, também desempenham um papel relevante nessa classificação.
Algumas definições do termo incluem apenas as pessoas de ascendência subsaariana relativamente recente (ver: Diáspora africana). Entre os membros desse grupo, a pele escura é mais frequentemente acompanhada pela expressão da textura do cabelo afro-natural (recentes estudos científicos indicam que a diversidade de cores de pele humana é maior em populações da África subsaariana). Outras definições do termo "negros" estendem-se a outras populações caracterizadas por pele escura, às vezes incluindo os povos indígenas da Oceania.

## Etimologia
Negro é uma palavra usada no mundo lusófono para se referir a uma pessoa de ascendência negra, seja de origem africana ou não. A palavra negro tem origem no latim niger que na época também se referia a cor preta.

## Características fisiológicas

### Pele escura

Distribuição da cor da pele de grupos étnicos indígenas no mundo, antes das colonizações, baseado na escala cromática de Von Luschan.

A evolução de pele escura é intrinsecamente relacionada com a perda de pelos do corpo em humanos. Há 1,2 milhões de anos, todas as pessoas tinham a mesma proteína receptora dos africanos de hoje, sua pele era escura e o sol intenso reduzia a chance de sobrevivência das pessoas com pele mais clara, o que resultou na variação por mutação na proteína receptora. Isso aconteceu significativamente mais cedo do que a especiação do Homo sapiens a partir do Homo erectus, há cerca de 250 000 anos.
O câncer de pele, como resultado da radiação da luz ultravioleta, provoca mutações na pele e é menos comum entre as pessoas com pele mais escura do que entre aqueles com pele clara. Além disso, a pele escura impede que uma essencial vitamina B, o ácido fólico, seja destruído. Portanto, na ausência da medicina moderna e de uma dieta adequada, uma pessoa com pele escura nos trópicos viveria mais, seria mais saudável e mais propensa a se reproduzir do que uma pessoa com pele clara. Como exemplo, os australianos brancos têm algumas das maiores taxas de câncer de pele do mundo, como evidência dessa expectativa. Por outro lado, como a pele escura impede que a luz solar penetre na pele, ela dificulta a produção de vitamina D3. Portanto, quando os seres humanos migraram para regiões do norte, onde a luz solar é menos intensa, os baixos níveis de vitamina D3 se tornaram um problema e as cores de pele mais claras começaram a aparecer. Pessoas brancas da Europa, que têm baixos níveis de melanina, naturalmente, têm uma pigmentação da pele quase incolor, especialmente quando não estão bronzeadas. Este baixo nível de pigmentação permite que os vasos sanguíneos se tornem visíveis, o que dá a característica de cor pálida roseada de pessoas brancas. A perda de melanina em pessoas brancas é agora considerada como ter sido causada por uma mutação em apenas um gene de 3,1 bilhões de genes do DNA.

### Cabelo

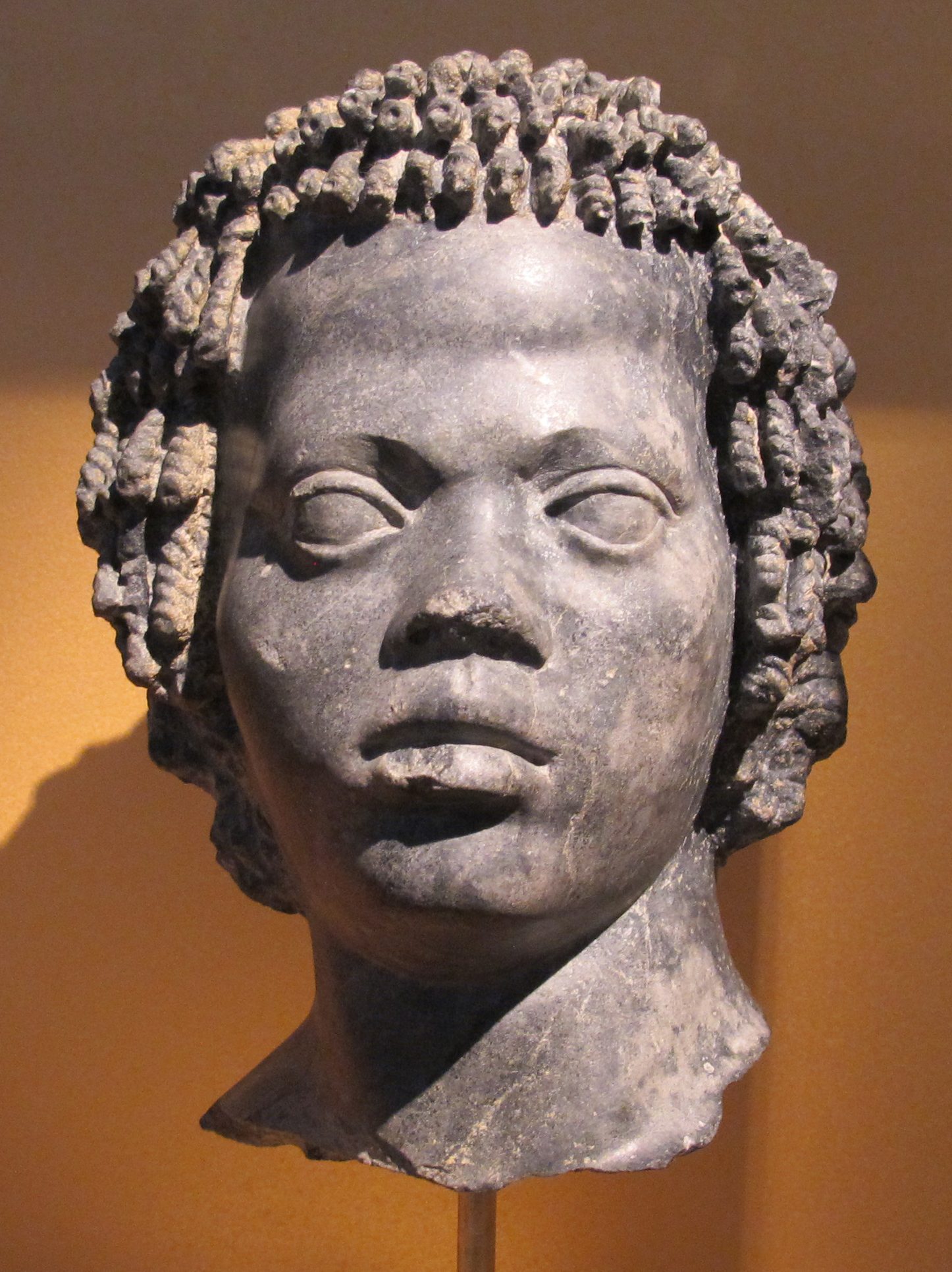
Busto de mármore de um núbio, c. 120–100 a.C.

A textura do cabelo em pessoas de ascendência africana subsaariana é visivelmente diferente daqueles ascendentes de populações da Eurásia, como já foi observado por Heródoto, que descreveu os povos da Líbia (os "etíopes ocidentais") como tendo cabelos-de-lã.
A textura é mais densa do que suas contrapartes em linha reta. Devido a isso, é muitas vezes referida como "grosso", "espesso" ou "crespo". Por várias razões, incluindo possivelmente a sua seção transversal relativamente plana (entre outros fatores), este tipo de cabelo transmite uma aparência seca ou fosca, sendo também muito áspero. Esse tipo de cabelo também é muito grosso e sua forma original é muito propensa a se romper ao ser penteado ou escovado.
As características específicas da forma natural do cabelo afro são únicas entre todos os mamíferos. A textura provavelmente antecede a evolução da pele escura. Ela evoluiu, quando o pré-humano Australopitecíneo perdeu a maior parte do seu pelo devido à transpiração e à necessidade de proteger a pele pálida recém-exposta do corpo. O traço deixado foi essencial para a sobrevivência no equador da evolução da pele escura sem pelos. No entanto, continuou a ser expressa vestigial entre a maioria dos melanésios e africanos subsaarianos.

## Perseguição e preconceito

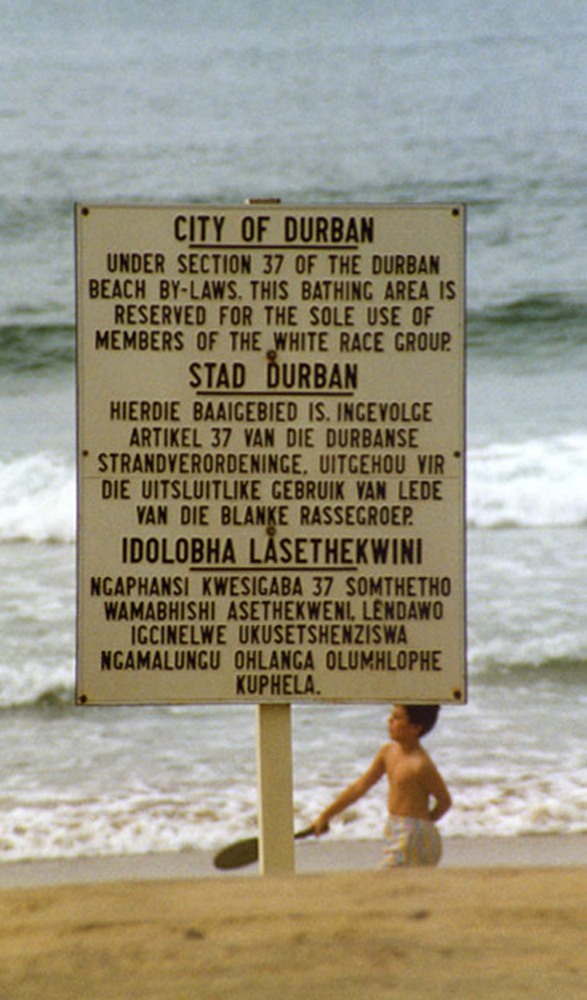
Placa em praia de Durban, na África do Sul, que indica "área de banho para integrantes do grupo branco", em Inglês, Africaner e Zulu, durante o regime do apartheid (1989).

O histórico de preconceito contra os negros é grande e decorre principalmente da escravidão e aculturação a que muitos foram submetidos, quando foram trazidos a países da América como o Brasil, os Estados Unidos e alguns países do Caribe, mas também ao racismo científico e ao racismo sistêmico.
Durante o regime do apartheid, os negros eram postos à margem na África do Sul, não podendo ser considerados cidadãos de pleno direito. Algo semelhante acontecia também nos Estados Unidos, onde ainda hoje a miscigenação não é oficialmente tomada em consideração. Embora os negros já sejam considerados cidadãos comuns nesses países, ainda hoje vivem em condições de vida relativamente menos favorecidas do que as pessoas em geral.
Segundo estudos realizados pelo sociólogo David Willians, do Instituto de Pesquisas Sociais da Universidade de Michigan, os Estados Unidos, para cada dólar pago a um branco, um negro recebe o equivalente a 40% desse valor. De acordo com os Indicadores Sócio-econômicos do Censo norte-americano sobre a década de 1990, 7% da população branca vivia na pobreza, contra 32,4% da negra.
Em escala menor, existe também discriminação de negros na Europa, devido à recente migração de africanos para países como a França e a Itália.

## Por região

### Europa

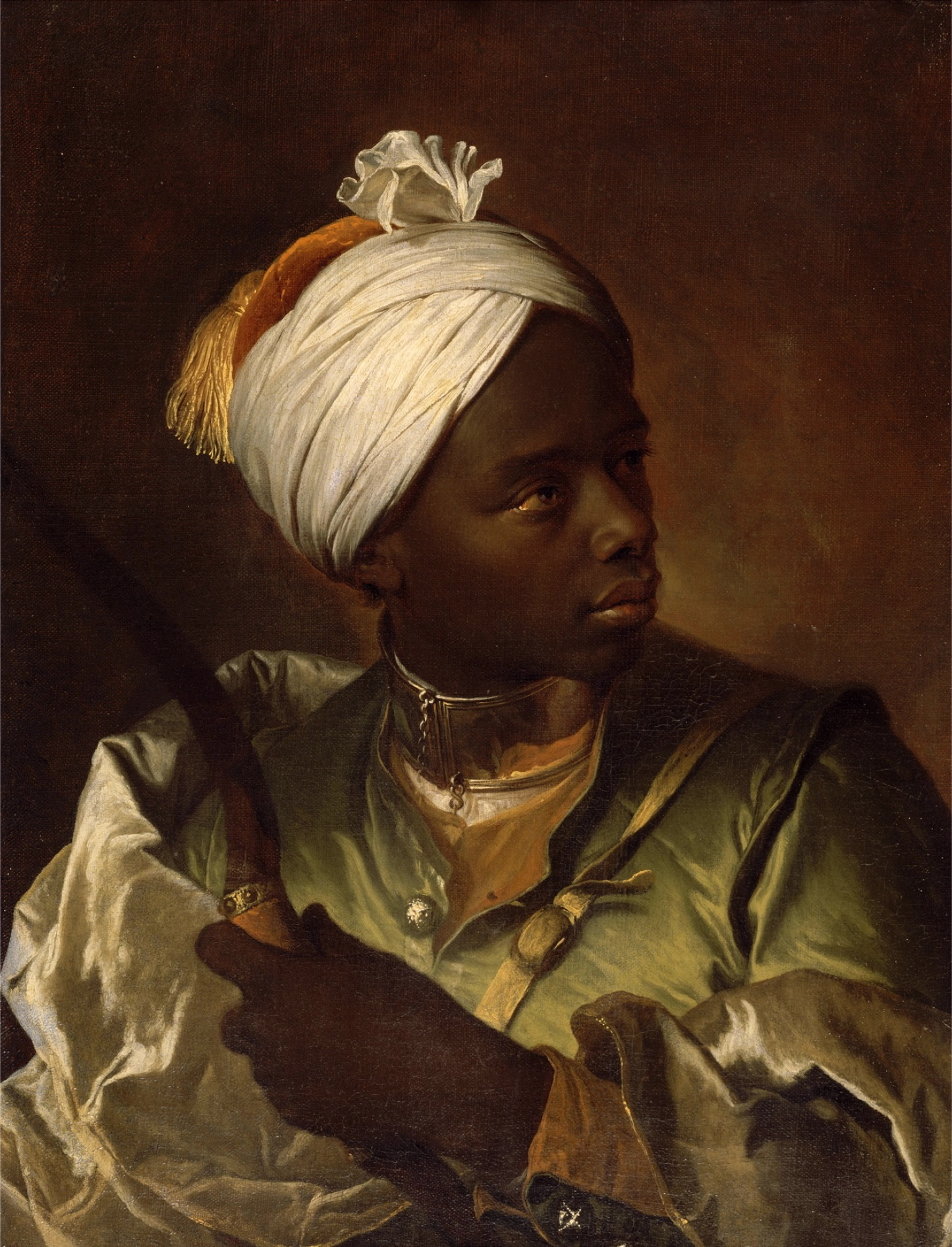
Jovem negro com um arco, por Hyacinthe Rigaud, ca. 1697.

Nas últimas décadas, a população negra na Europa tem crescido consideravelmente, especialmente em países como a França, Países Baixos e o Reino Unido. Isso ocorre em função da migração de povos africanos e caribenhos colonizados por franceses, portugueses, neerlandeses e britânicos, em geral buscando melhores condições de vida. Outros países como Suécia, Espanha, Itália e Alemanha também têm recebido ondas imigratórias negras.

### África
Todos os países da África Subsaariana têm população majoritariamente negra. Alguns países como a Namíbia e a África do Sul apresentam uma diversidade étnica maior, devido à colonização por europeus vindos principalmente da Alemanha, Reino Unido e Países Baixos. Na África do Sul, apesar de serem maioria étnica, tiveram vários direitos suprimidos pelos africâneres (sul-africanos de origem europeia), que dominavam politicamente - movimento conhecido como apartheid. Na região do Magrebe os negros são minoria, frente à maioria de origem semítica e berbere.

### América

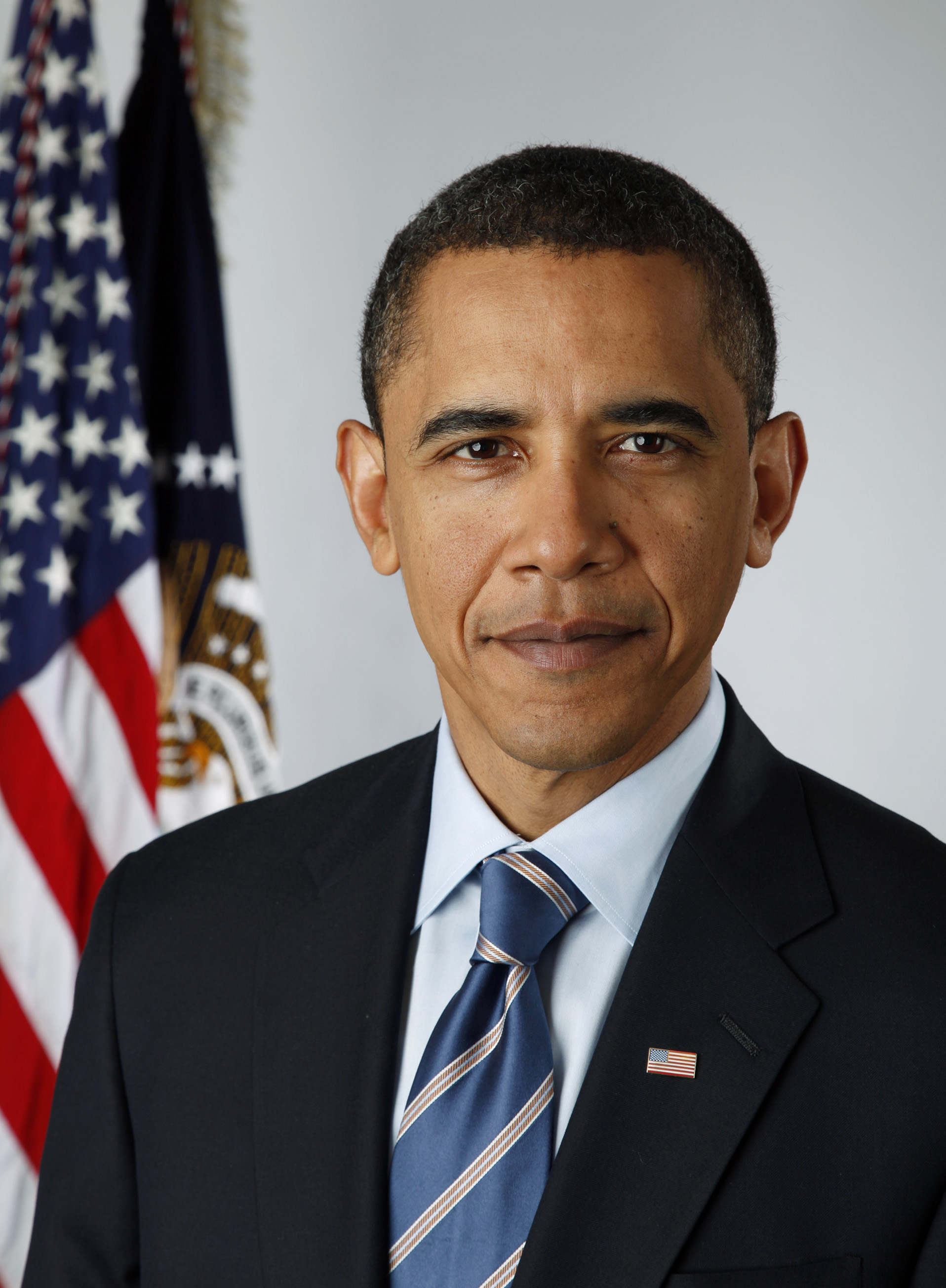
Barack Obama foi o primeiro presidente de origem negra dos Estados Unidos.

Principalmente nos Estados Unidos, a classificação racial também se refere a pessoas com todos os tipos possíveis de pigmentação da pele, da mais escura até a mais parda, incluindo albinos, se eles tiverem ascendência africana e exibirem traços culturais associados como sendo de "afro-americanos". Portanto, o termo "negros" não é um indicador da cor da pele, mas de classificação racial.
Existe uma significativa população negra concentrada nos Estados Unidos. O censo estadunidense considera como "black people" ou "african americans"- o que equivaleria a negro/preto ou afrodescendente, respectivamente, no contexto brasileiro- indivíduos que assim se declaram
No Caribe, a maioria da população é negra ou mestiça. Outros países com importantes minorias de negros são: o Brasil, a Colômbia, a Venezuela e o Equador.

#### Brasil
De acordo com o IBGE de 2019, verificou-se que 9,4% da população brasileira se declara preta, enquanto 46,8% se declara como parda(mestiça). Devido ao alto grau de miscigenação da população brasileira, há pouca precisão em identificar quem realmente pode ser chamado de "negro", prevalecendo o critério da autodeclaração.

Os negros não são maioria em nenhum estado brasileiro, segundo o IBGE.

A região brasileira com o maior número proporcional de negros na população é a Região Nordeste, sendo o Estado da Bahia aquele com a maior proporção de negros na população, com 14,4% de pretos e o que tem a mais baixa proporção de negros no Brasil é o Estado de Santa Catarina que representava apenas 2,2% da população em 2010.
Observa-se que os negros (de origem africana) vivem numa condição de vida bem menos favorecida em relação à daqueles que se declaram de cor branca (europeia).

Um estudo publicado em 2010 pelo instituto de pesquisa Sangari mostra que a chance de um jovem negro ou pardo ser morto é 130% maior que a de um branco, devido ao fato de viverem em bairros com alto índice de criminalidade. O estudo analisa índices de 1997 a 2007. Neste último ano morria 2,6 jovens negros ou pardos para cada 1 jovem branco com idade entre 15 e 24 anos.

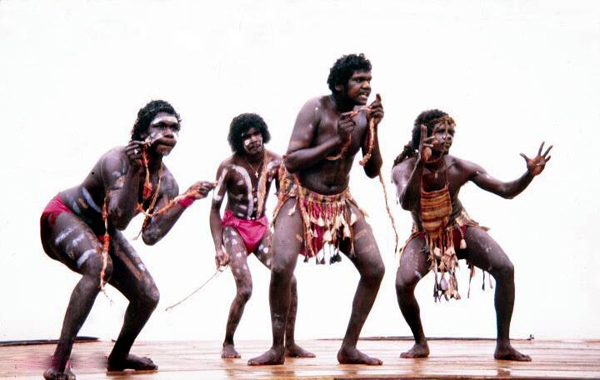
Aborígenes australianos

### Ásia e Oceania
Os povos de origem dravídica, nativos do sul da Índia, têm a pele escura, entretanto, possuem o fenótipo (antropometria) distinto dos negros africanos que, entre si, possuem já numerosos fenótipos distintos, relatados em abundante literatura etnológica dos séculos XIX e XX.
O mesmo ocorre com os povos melanésios e os aborígines australianos, que embora sejam comumente chamados de negros, também eram classificados num grupo racial à parte conhecido como "Australoides".